# Полет 5002 на TACV
Полет 5002 на TACV е редовен вътрешен пътнически полет от летище „Сесария Евора“, Сао Висенте, до летище „Агостиньо Нето“, Санто Антао, Кабо Верде, управляван от TACV (по-късно преименуван на „Кабо Верде Еърлайнс“). На 7 август 1999 г. самолетът „Дорние 228“, който изпълнява полета, попада на тежки метеорологични условия с дъжд и мъгла и пилотите вземат решение да се върнат в Сао Висенте. Самолетът прелита над остров Санто Антао, но се разбива в горист планински склон на височина от 1370 м. Машината избухва в пламъци и загиват всички 16 пътници и 2 членове на екипажа на борда.
Комисията, която разследва инцидента, отбелязва следните фактори, които допринасят за него: изпълнение на полета под експлоатационните минимуми на летището, неправилна и недостатъчна метеорологична информация, липса на наземни средства за аеронавигация, лоши метеорологични условия и човешкия фактор, включително умората на екипажа. Това е най-смъртоносният авиационен инцидент в Кабо Верде.